# Milady de Winter
Pour les articles homonymes, voir Winter.
Milady de Winter est un personnage du roman d’Alexandre Dumas, Les Trois Mousquetaires. Elle est l'antagoniste, l'ennemie principale des protagonistes, elle met ses ressources, son charme et son absence totale de scrupules au service de son protecteur, le cardinal de Richelieu, dont elle est l'agent officieux chargée des œuvres les moins avouables. Le lecteur apprend au fil de l'histoire et en même temps que le héros d'Artagnan que la belle espionne a un passé criminel et une succession d'identités.

## Inspiration
Dumas se serait inspiré pour ce personnage de Lucy Hay, Comtesse de Carlisle, qui aurait elle aussi été un agent de Richelieu et qui aurait coupé les ferrets de diamants qu'Anne d'Autriche aurait offerts au duc.

## Nom
Milady de Winter, née Anne de Breuil, est connue sous le nom de comtesse de La Fère après son mariage avec le comte de La Fère (Athos) et prend le nom de Charlotte Backson lors de son mariage avec Lord de Winter.

## Rôle dans l'intrigue

### L'agent de Richelieu
Milady de Winter, qui apparaît dès le début du roman, exécute diverses missions au service de Richelieu, principalement dans sa vendetta contre la reine Anne d’Autriche. Dans ce rôle, elle est l'ennemie de d'Artagnan et des mousquetaires, lesquels s'évertuent à protéger la reine.
C'est Milady qui subtilise les ferrets de diamants donnés au duc de Buckingham par la reine, forçant le duc à en faire réaliser des copies. À ces buts, Milady entrelace sa propre vie amoureuse. Elle est amoureuse du Comte de Wardes que D'Artagnan a laissé pour mort lorsqu'il a rejoint l'Angleterre dans l'affaire des ferrets mais D'Artagnan ayant intercepté les lettres qu'elle lui adressait, il profite de l'obscurité pour prendre la place du Comte de Wardes et pour passer une nuit avec elle. Il écrit aussi une lettre de rupture à la place du Comte qui fait enrager Milady qui demande à D'Artagnan de la venger, ce que D'Artagnan accepte pour passer une nouvelle nuit avec elle cette fois sans se cacher. Il avoue après cette nuit partagée la supercherie ce qui pousse Milady à se venger de lui.
Elle tente alors de l'assassiner deux fois, une première fois en louant les services de deux assassins qui échouent et une seconde fois en tentant de l'empoisonner, tentative qui se solde par un nouvel échec.
Devant la menace grandissante d'une guerre directe avec l'Angleterre, Richelieu se repose de plus en plus sur Milady et lui demande de faire plier Buckingham par tous les moyens, y compris l'assassinat. En échange de ce service inavouable, Milady extorque du cardinal la permission de se venger de d'Artagnan.

Ici, Milady agit directement dans les coulisses de l'histoire : Dumas lui fait séduire et armer le puritain John Felton, assassin de Buckingham, alors même que Felton, réputé incorruptible, avait la charge de la garder emprisonnée. Milady emploie un mélange de séduction personnelle, de manipulation psychologique experte et un talent de conteuse considérable puisqu'elle invente toute une histoire de captivité et de viol dont Buckingham se serait rendu coupable à son égard en basant toute sa manipulation sur le puritanisme fanatique de Felton qu'elle découvre à l'occasion d'une phrase de Felton : 
À l’air dont Felton déposa ce livre sur la petite table près de laquelle était Milady, au ton dont il prononça ces deux mots, votre messe, au sourire dédaigneux dont il les accompagna, Milady leva la tête et regarda plus attentivement l’officier.

Alors, à cette coiffure sévère, à ce costume d’une simplicité exagérée, à ce front poli comme le marbre, mais dur et impénétrable comme lui, elle reconnut un de ces sombres puritains qu’elle avait rencontrés si souvent tant à la cour du roi Jacques qu’à celle du roi de France, où, malgré le souvenir de la Saint-Barthélemy, ils venaient parfois chercher un refuge 
De retour en France Milady atterrit par hasard dans le couvent où s'était réfugiée Constance Bonacieux, la maîtresse de D'Artagnan, kidnappée par le Cardinal. Elle la persuade de s'enfuir avec elle, mais devant l'émotion de cette dernière au bruit de chevaux arrivant à toute vitesse, que Constance croit être des sbires du cardinal mais que Milady sait être les trois mousquetaires et D'Artagnan, Milady l'empoisonne et D'Artagnan ne la retrouve que pour la voir expirer entre ses bras.

### Le passé de Milady

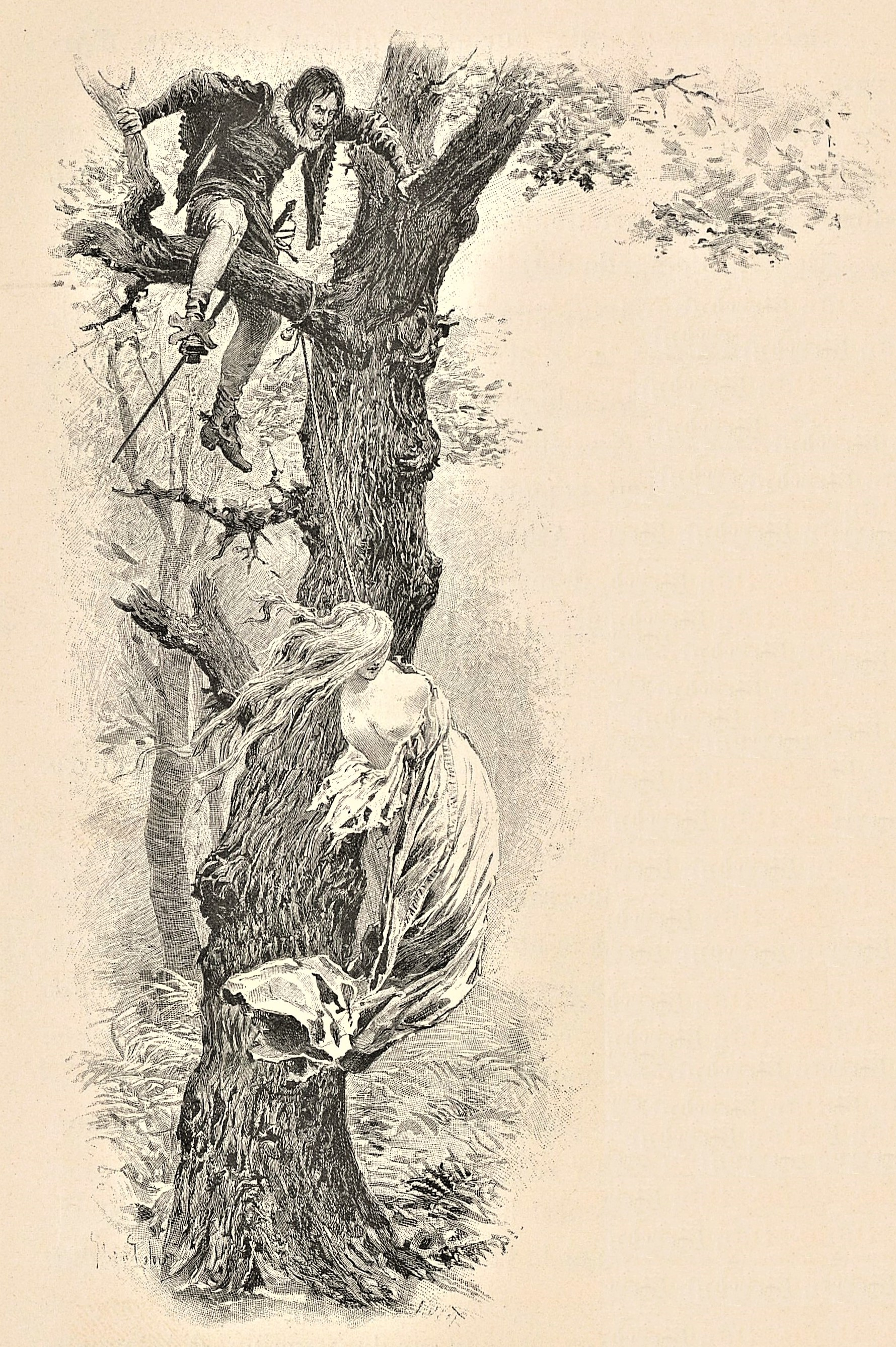
Le comte de La Fère pend son épouse.

Au fil de l'intrigue, le passé fort trouble de Milady est révélé à d'Artagnan et par la même occasion au lecteur par les révélations éthyliques d'Athos d'abord, et la confession du bourreau de Lille ensuite.
Jeune religieuse, Anne de Breuil séduit un prêtre et s'enfuit avec lui, après l'avoir poussé à voler des vases sacrés et à les vendre pour assurer leur subsistance future. Elle est enfermée avec son amant en prison mais parvient à s'enfuir en séduisant le fils du geôlier. Le prêtre est alors condamné à la flétrissure peine exécutée par son frère le bourreau de Lille et à 10 ans de fer. Elle est ensuite rattrapée par le bourreau qui la marque elle aussi.
Le prêtre s'échappe à son tour et la rejoint, mais elle quitte ensuite son amant pour le jeune comte de la Fère, qui l'épouse. Le prêtre désespéré rentre alors à Lille où il prend la place de son frère qui avait été placé en prison à sa place car soupçonné de complicité dans son évasion. Il se suicide le soir même au soupirail.
Le comte découvre fortuitement la marque en question, et de colère et dépit pend son épouse. Brisé, le comte devient le mousquetaire Athos. De son côté, ayant survécu à la pendaison d'une façon qui demeure inexpliquée, Milady arrive en Angleterre, où elle épouse le Comte de Winter. Devenue Charlotte Backson, Lady Clarick ou Milady de Winter, elle empoisonne son époux et accède à l'indépendance. Elle se met au service du cardinal de Richelieu pour séduire et espionner le duc de Buckingham, premier ministre du Royaume-Uni. Elle intrigue contre lui, puis le fait assassiner.

### La fin de Milady

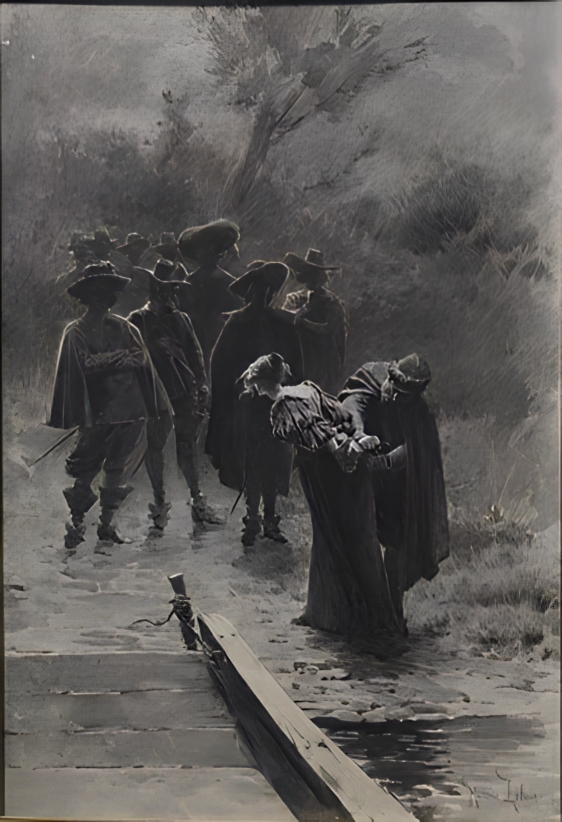
Milady menée au supplice, aquarelle de Maurice Leloir.

Ayant échoué à prendre la maîtresse de d'Artagnan, Constance Bonacieux, comme otage, Milady l'assassine au moyen d'une boisson empoisonnée. Alexandre Dumas fera dire à Milady, dans sa pièce Les Mousquetaires, qu'elle regrette son geste.
Elle parvient à fuir à Armentières après ce dernier forfait, mais Athos la piste et organise un jugement en présence de Porthos, Aramis, d'Artagnan, de son beau-frère Lord de Winter, du bourreau de Lille ainsi que des quatre laquais des mousquetaires. Milady est condamnée à mort. Elle utilise toutes ses ressources de séduction et de persuasion pour tenter de se sauver, mais en vain : le bourreau la décapite et jette son corps dans la Lys.

### Postérité
Dans Vingt ans après, les anciens mousquetaires et d'Artagnan sont confrontés au fils de Milady, un jeune homme nommé Mordaunt qui ne cède à sa mère ni par l'ingéniosité ni par la furie homicide. Sur proposition de son oncle Lord de Winter, Mordaunt a été dépouillé du titre de noblesse de sa mère et de son héritage par le roi Charles Ier d'Angleterre, et se met au service d'Oliver Cromwell pour se venger. Il parvient à tuer d'abord le bourreau qui exécuta sa mère, puis son oncle, et même le roi Charles en se substituant au bourreau de Londres, mais échoue dans sa vengeance contre les Mousquetaires.
Athos, rattrapé par le passé, est particulièrement terrifié par le jeune homme et souhaite éviter une confrontation, mais finit par le tuer au corps-à-corps dans la Manche. Le jeune homme, emporté par la vengeance, n'ayant saisi la main tendue que pour poignarder Athos.

## Interprétations

### Cinéma
- Claude Mérelle dans Les Trois Mousquetaires d'Henri Diamant-Berger (1921)
- Edith Méra dans Les Trois Mousquetaires d'Henri Diamant-Berger (1933)
- Margot Grahame dans Les Trois Mousquetaires (The Three Musketeers) de Rowland V. Lee (1935)
- Lana Turner dans Les Trois Mousquetaires (The Three Musketeers) de George Sidney (1948)
- Yvonne Sanson dans Les Trois Mousquetaires d'André Hunebelle (1953)
- Mylène Demongeot dans Les Trois Mousquetaires de Bernard Borderie (1961)
- Faye Dunaway dans Les Trois Mousquetaires (The Three Musketeers) (1973) et On l'appelait Milady (The Four Musketeers) (1974) de Richard Lester
- Rebecca De Mornay dans Les Trois Mousquetaires (The Three Musketeers) de Stephen Herek (1993)
- Milla Jovovich dans Les Trois Mousquetaires (The Three Musketeers) de Paul W.S. Anderson (2011)
- Eva Green dans Les Trois Mousquetaires : D'Artagnan et Les Trois Mousquetaires : Milady de Martin Bourboulon (2023)

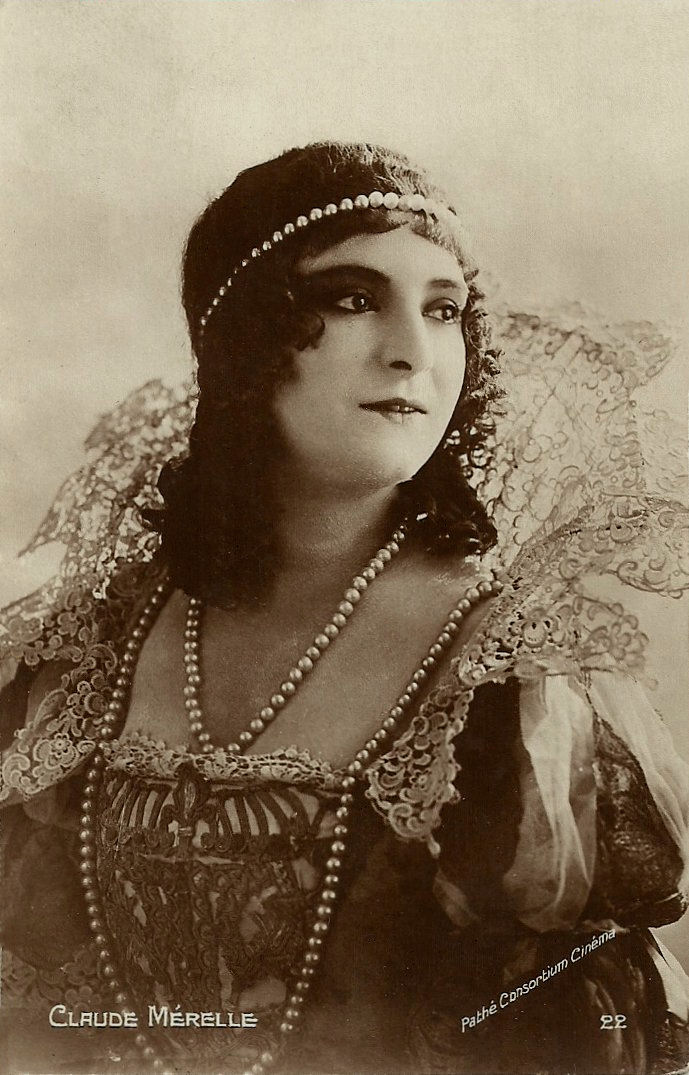
Claude Mérelle dans Les Trois Mousquetaires d'Henri Diamant-Berger (1921).
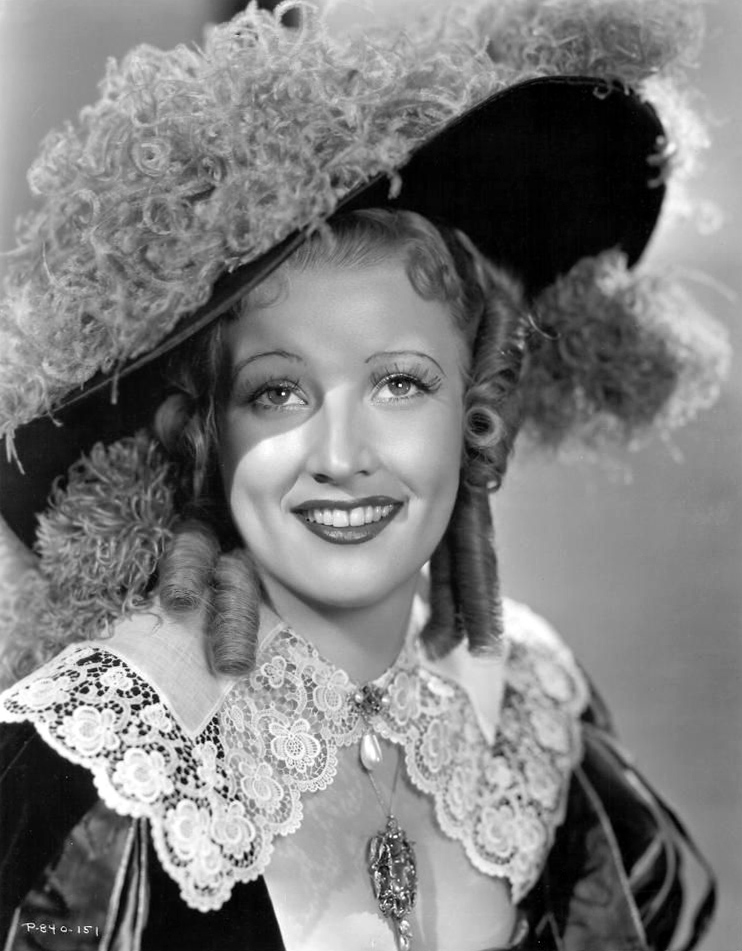
Margot Grahame dans Les Trois Mousquetaires de Rowland V. Lee (1935).
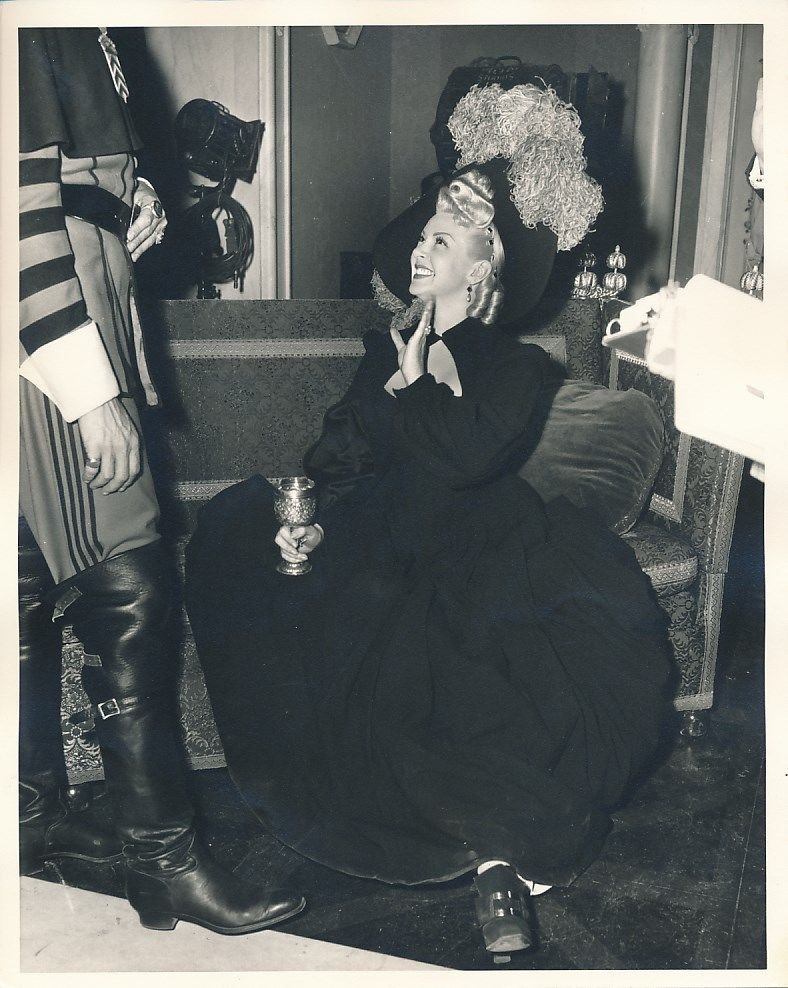
Lana Turner dans Les Trois Mousquetaires (The Three Musketeers) de George Sidney (1948).
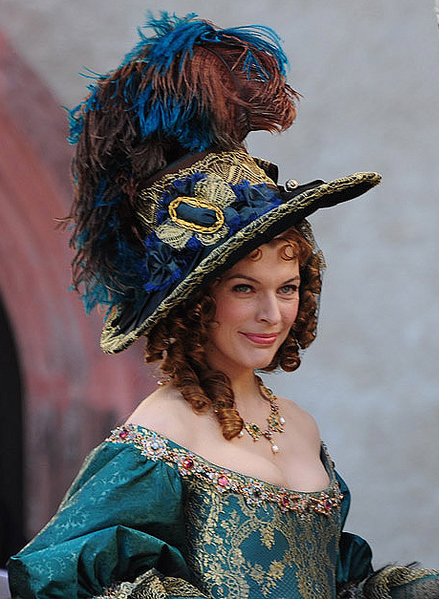
Milla Jovovich dans Les Trois Mousquetaires (The Three Musketeers) de Paul W.S. Anderson (2011).

### Télévision
- Gaby Sylvia dans Les Trois Mousquetaires de Claude Barma, diffusé le 25 décembre 1959
- Antonella Lualdi dans D'Artagnan de Claude Barma, diffusé en 1969/1970
- Margarita Terekhova (russe : Маргарита Терехова) dans D'Artagnan et les Trois Mousquetaires (russe : Д’Артаньян и три мушкетёра) (de Gueorgui Jungwald-Khilkevitch, diffusé en 1978
- Arielle Dombasle dans Milady de Josée Dayan, diffusé sur France 2 le 2 janvier 2005
- Emmanuelle Béart dans D'Artagnan et les Trois Mousquetaires (téléfilm) de Pierre Aknine, diffusé en 2005
- Maimie McCoy dans Les Mousquetaires (The Musketeers) adapté pour la BBC par Adrian Hodges (en) (2014-2015)

### Théâtre

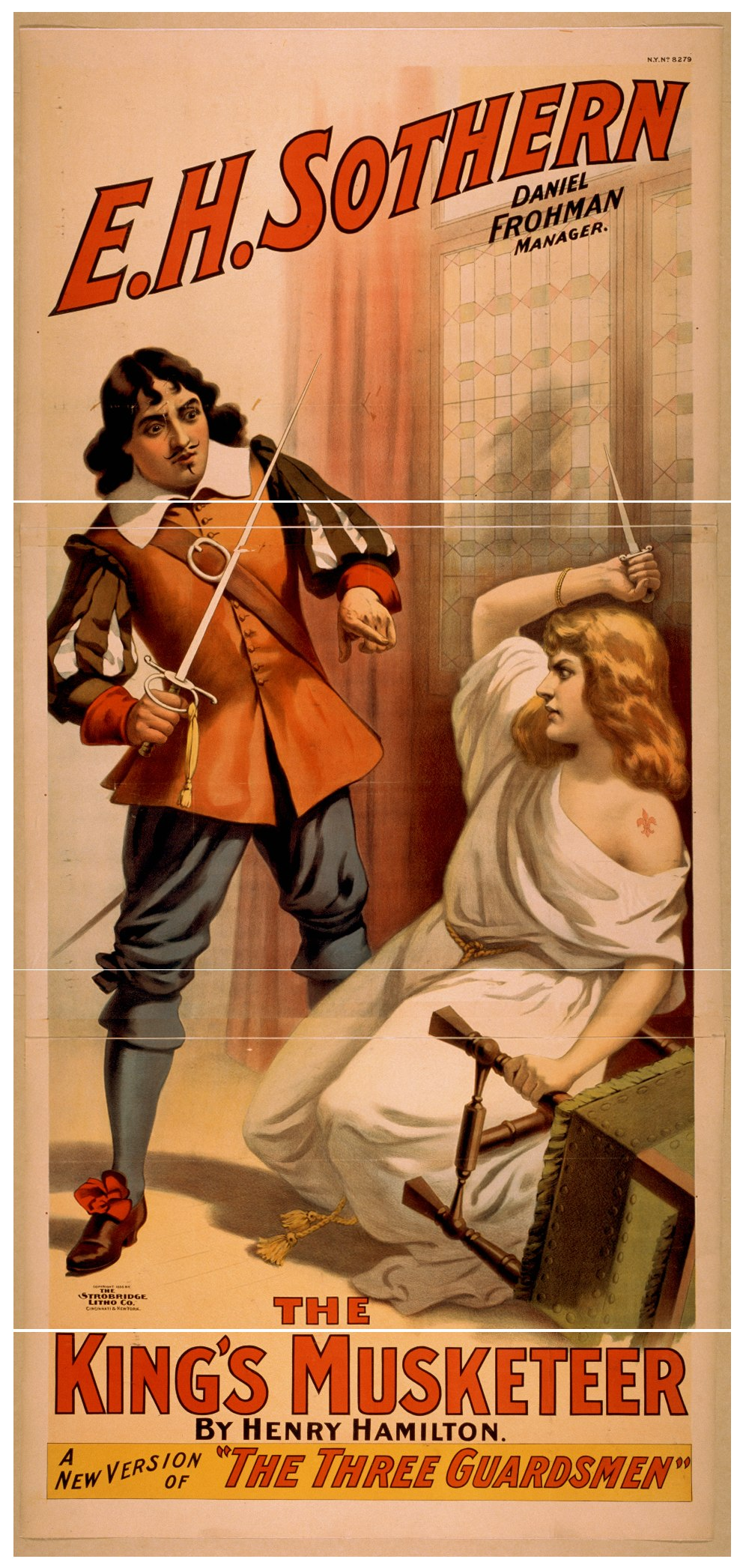
Affiche pour The King's Musketeer, pièce de théâtre écrite par Henry Hamilton, 1899.

- Magali Noël dans Les Trois Mousquetaires, mise en scène Michel Berto, Théâtre du Midi, Festival de la Cité Carcassonne, 1971
- Natacha Amal dans Milady de Éric-Emmanuel Schmitt d'après Les Trois Mousquetaires d'Alexandre Dumas, mise en scène Pascal Racan, Abbaye de Villers-la-Ville dans le cadre de l'été théâtral de Villers-la-Ville.

### Comédie musicale
- Pia Douwes dans la comédie musicale 3 Musketiers de 2003
- Emji dans la comédie musicale Les Trois Mousquetaires de 2016

## Adaptations

### Bande dessinée
- Milady de Winter, tome 1, par Agnès Maupré, Ankama 2010.
- Milady de Winter, tome 2, par Agnès Maupré, Ankama 2012.
- Milady ou le Mystère des Mousquetaires, par Sylvain Venayre et Frédéric Bihel, Éditions Futuropolis 2019.

### Pastiches
- Yak Rivais, Milady mon amour, une femme dans la tourmente, éd. Jean Picollec, 1986
- Arturo Pérez-Reverte, Le Club Dumas ou l'ombre de Richelieu, 1993
- Christiane Blanc, Milady Comtesse de La Fère, Coetquen Éditions, janvier 2013

### Sources primaires
- Alexandre Dumas, Les Trois Mousquetaires, Vingt ans après, édition Gilbert Sigaux, Paris, Gallimard, Bibliothèque de la Pléiade, 1962 ; Les Trois Mousquetaires, édition Charles Samaran, Paris, Garnier, 1969. La Jeunesse des mousquetaires (1849) suivi de Les Mousquetaires (1845), Paris, La Table Ronde, Paris, 1994
- Gédéon Tallemant des Réaux, Historiettes, édition Antoine Adam, Paris, Gallimard, Bibliothèque de la Pléiade, 1960-1961, 2 vol.
- Gatien de Courtilz de Sandras, Mémoires de Monsieur d’Artagnan.
- François, duc de La Rochefoucauld, Mémoires, dans Œuvres complètes, édition Louis Martin-Chauffier, Paris, Gallimard, Bibliothèque de la Pléiade, 1964.